# Ferme du mont des Récollets
La ferme du mont des Récollets, ou Wouwenberghof en flamand, est un ancien corps de ferme avec un jardin possédant le label «jardin remarquable». 
Le jardin est situé à Cassel, dans le département du Nord. Il se situe le long de la route de Steenvoorde (D948) qui longe le mont des Récollets (Wouwenberg en flamand).
C'est un jardin de style flamand, de création contemporaine (depuis 1990), et d'une surface de 1,5 ha. 
La ferme date du XVIIe siècle. Un bâtiment possède un pignon à gradins (ou « à pas de moineaux »). Un estaminet est installé dans l'un des bâtiments.

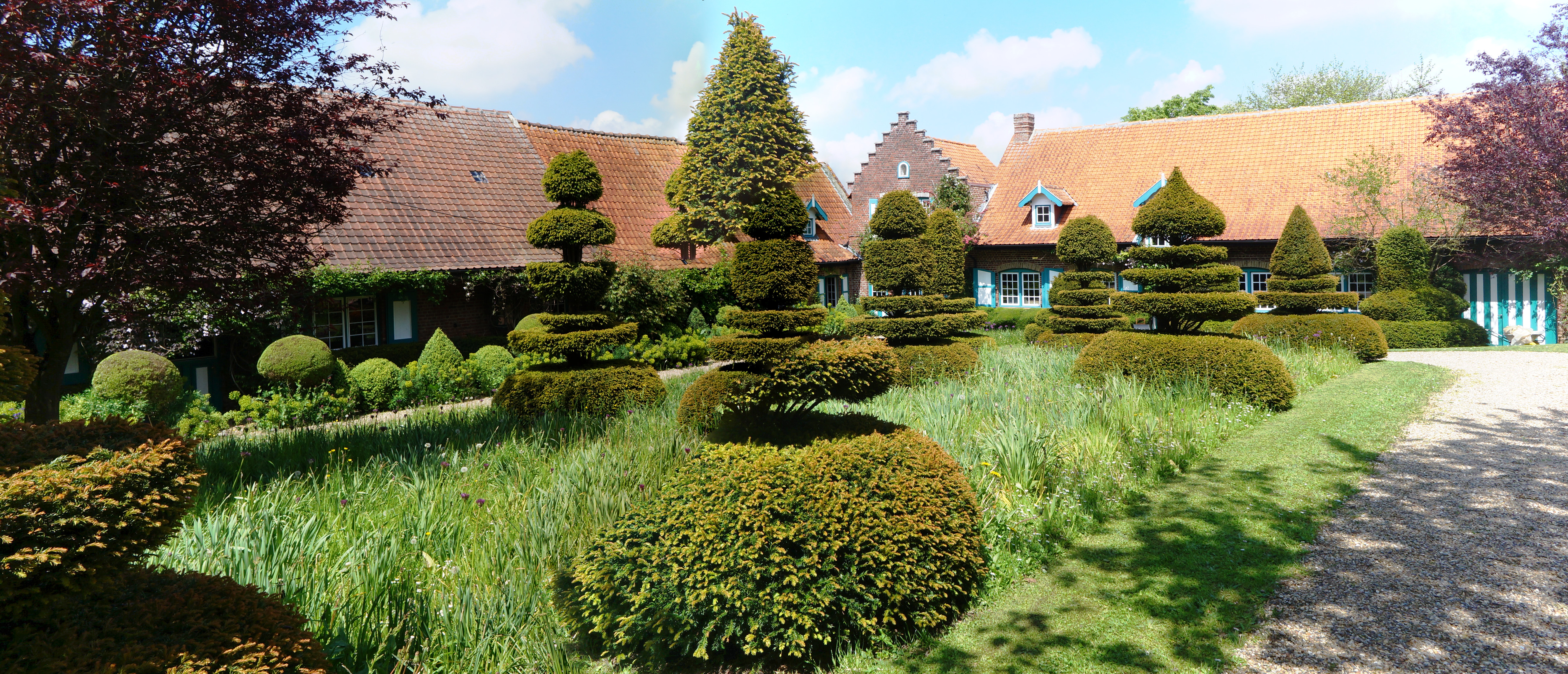
Vue panoramique du Wouwenberghof

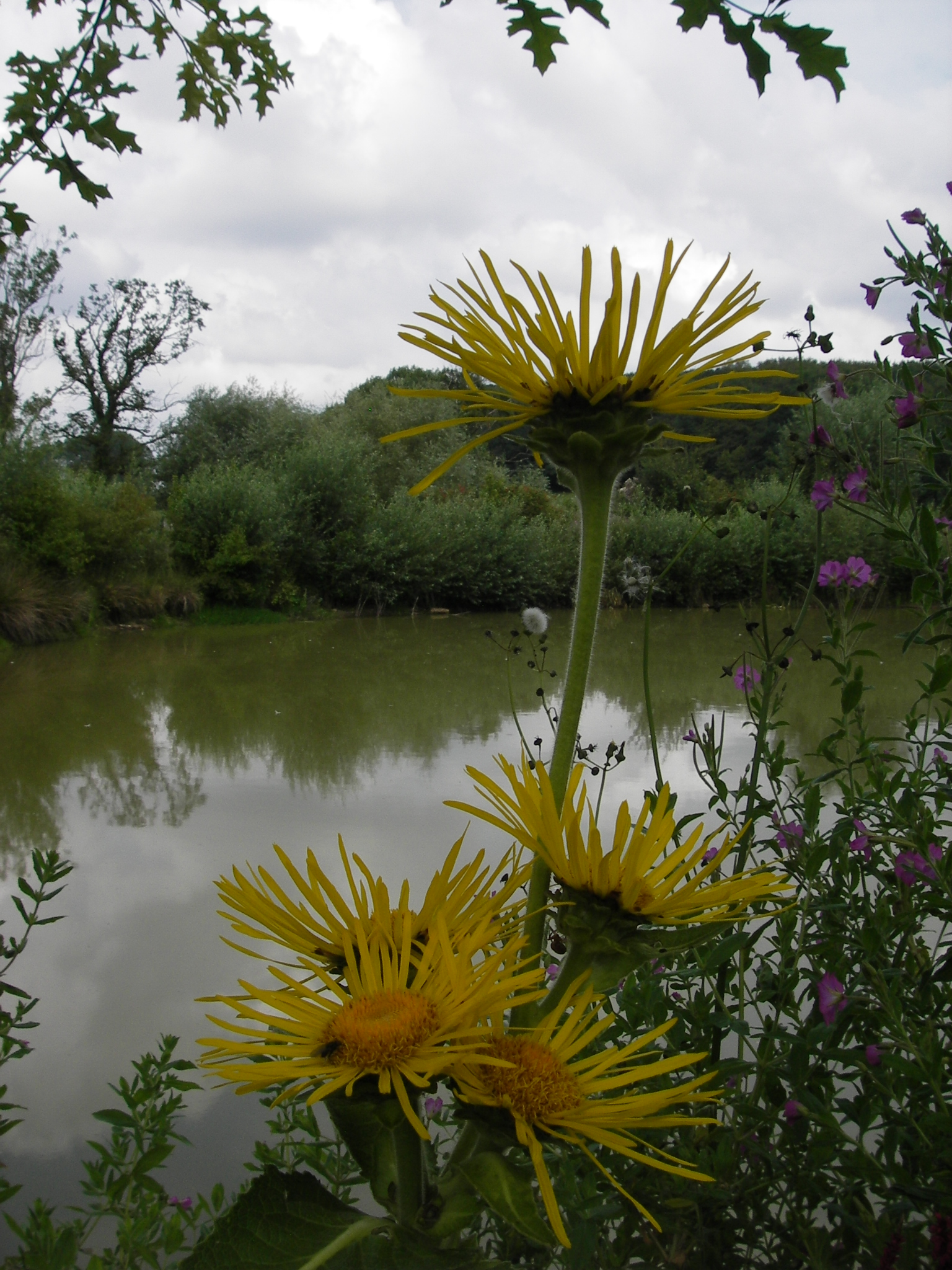
la mare fleurie
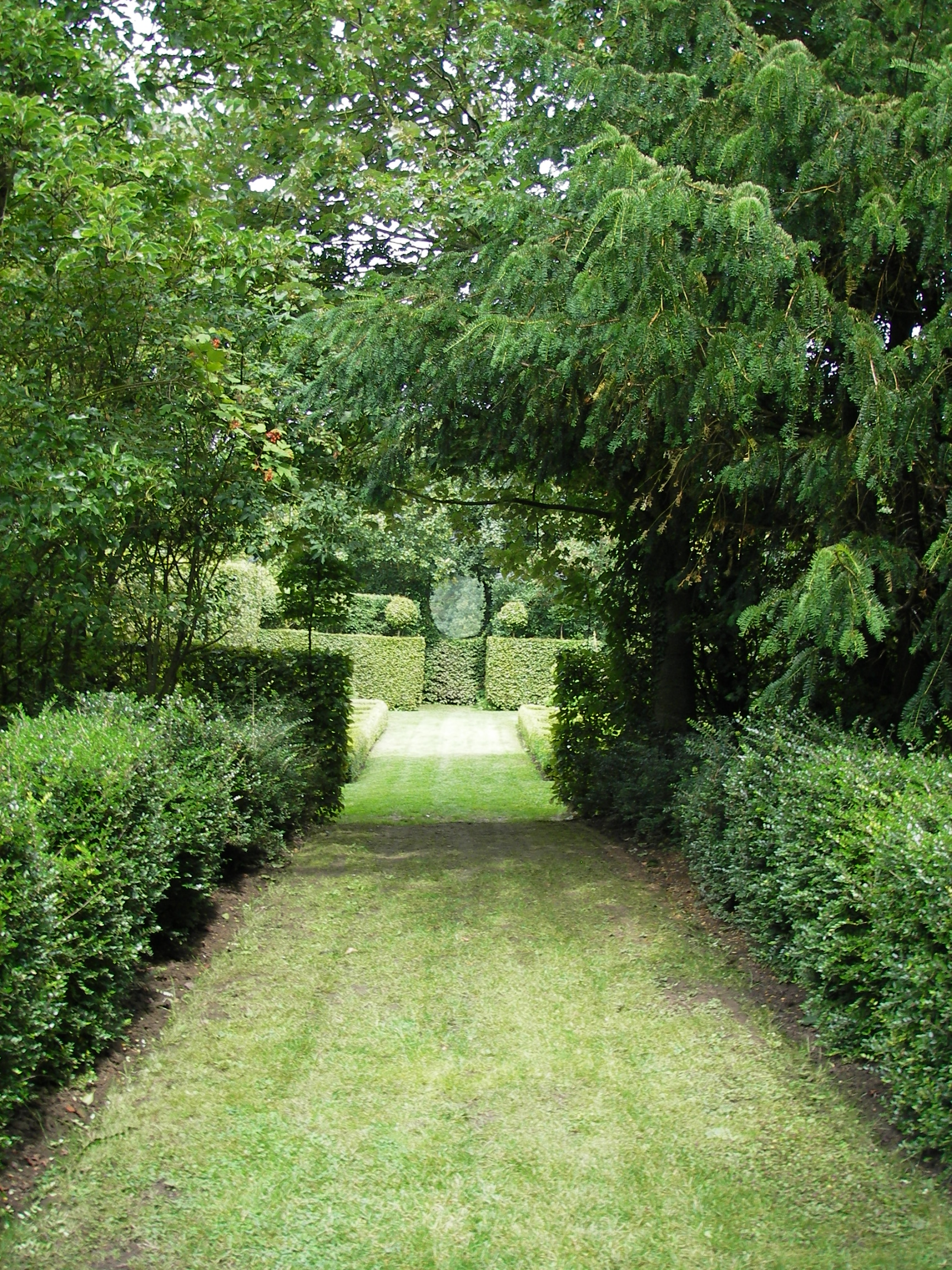
une allée
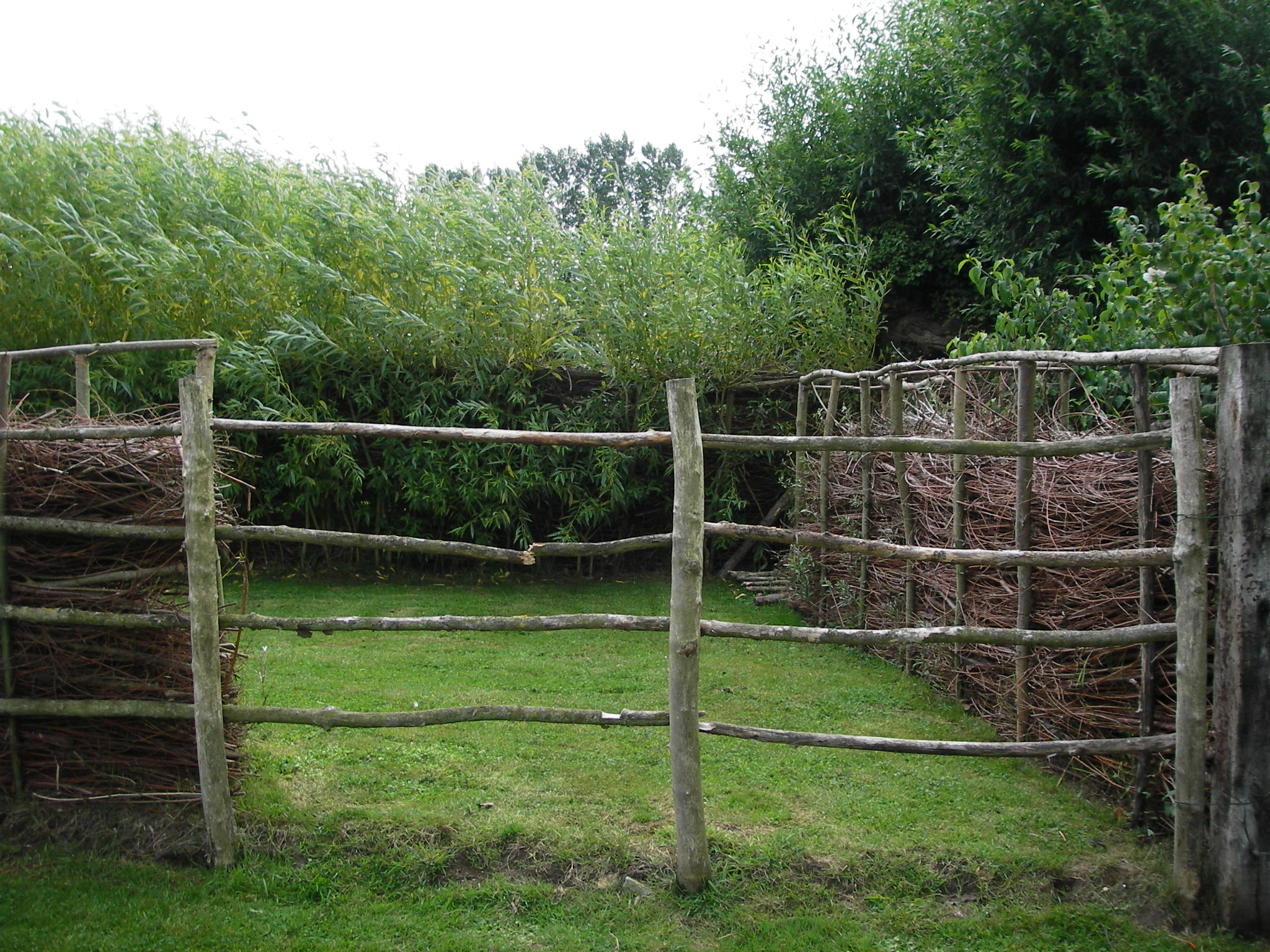
la basse-cour
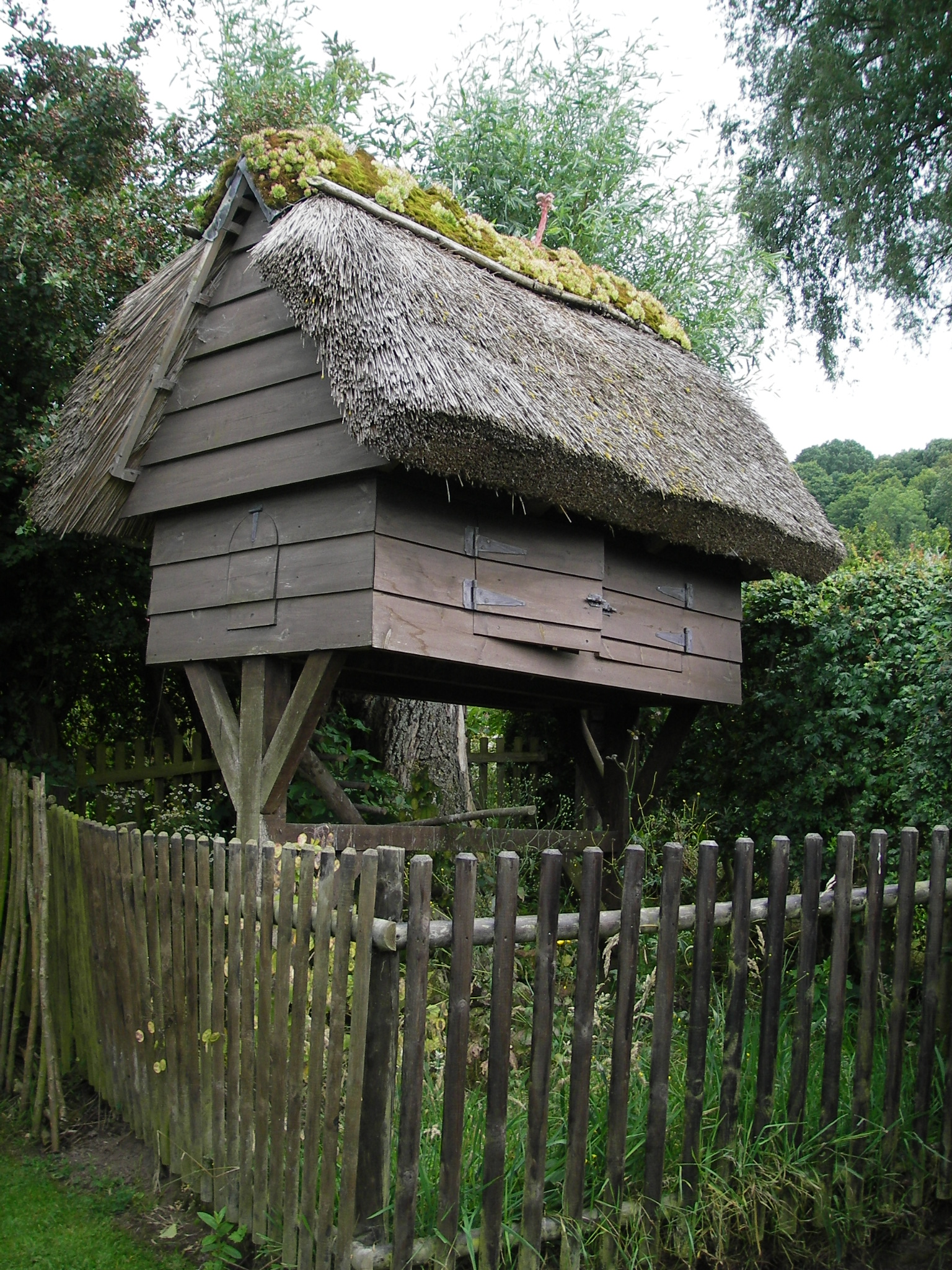
le poulailler
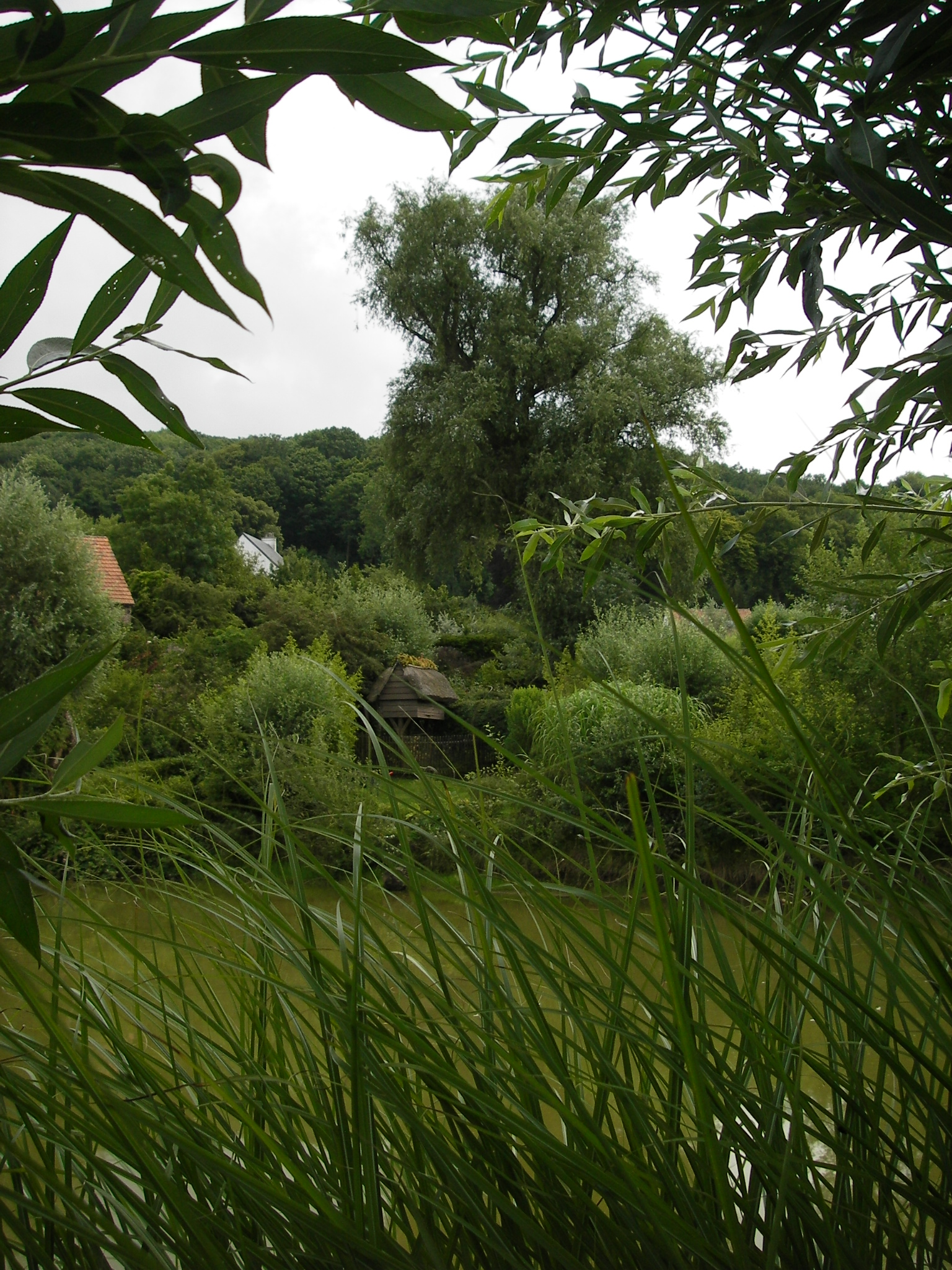
la mare et la basse-cour
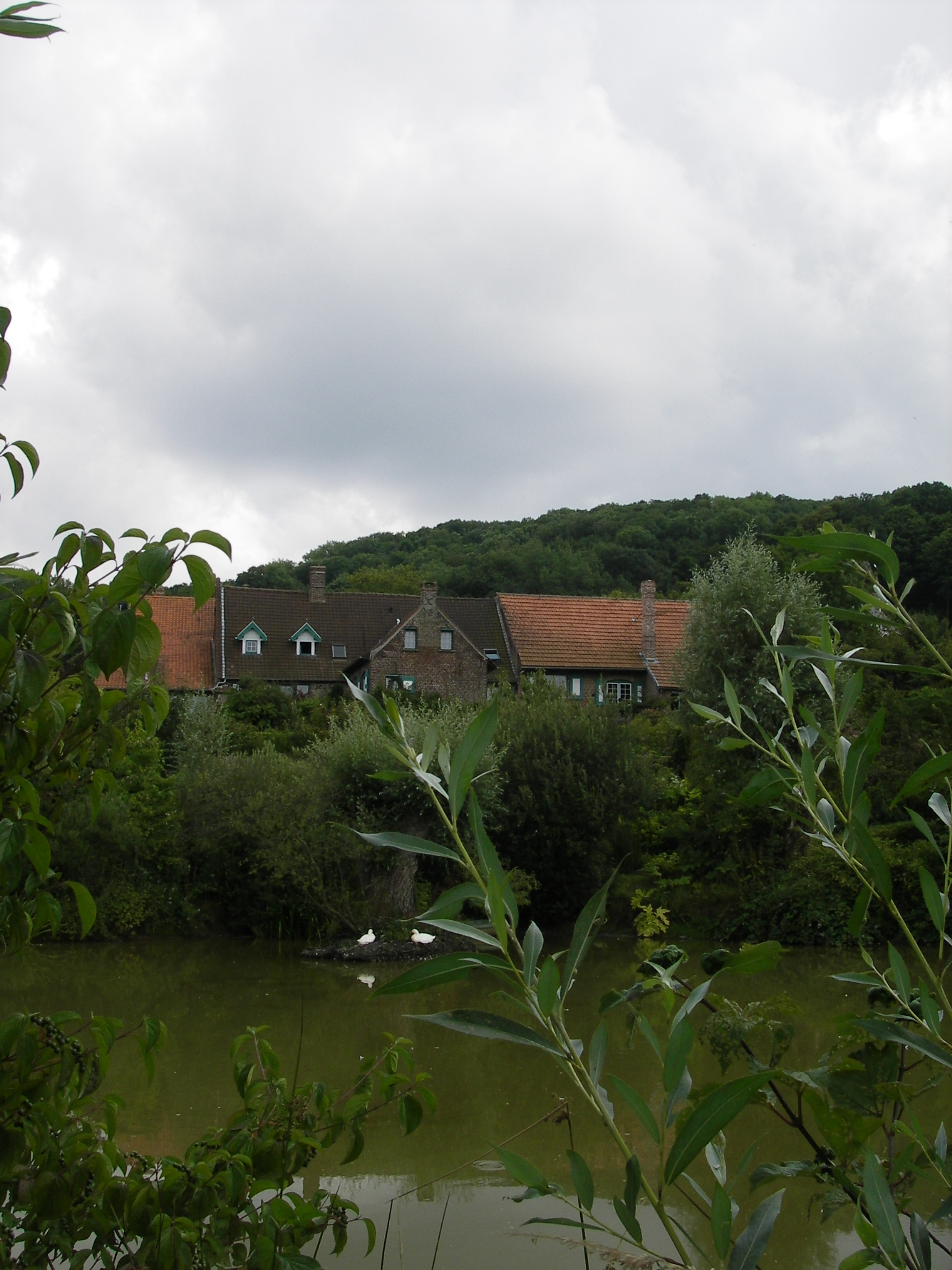
la mare et la ferme
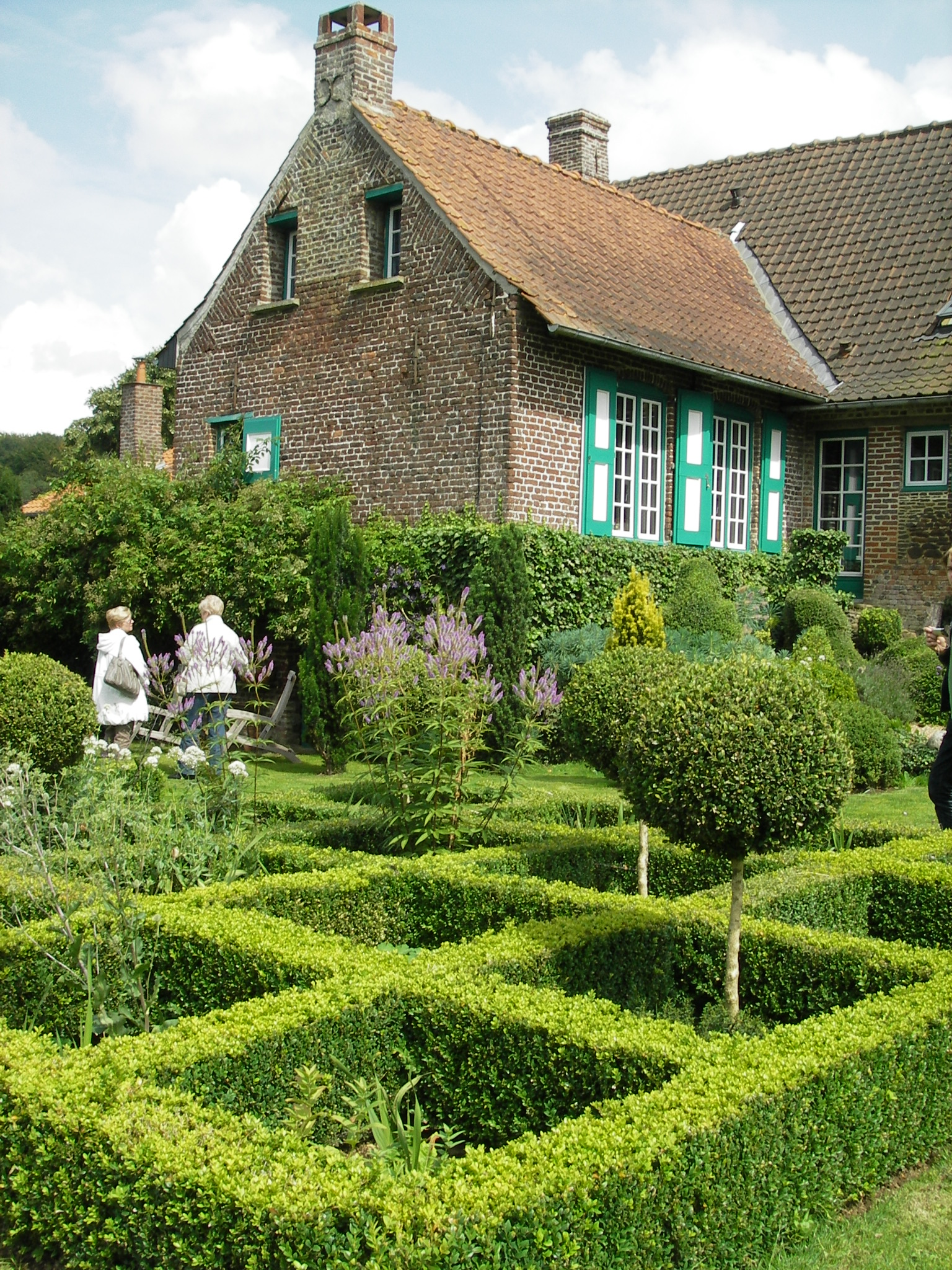
vue de la terrasse nord
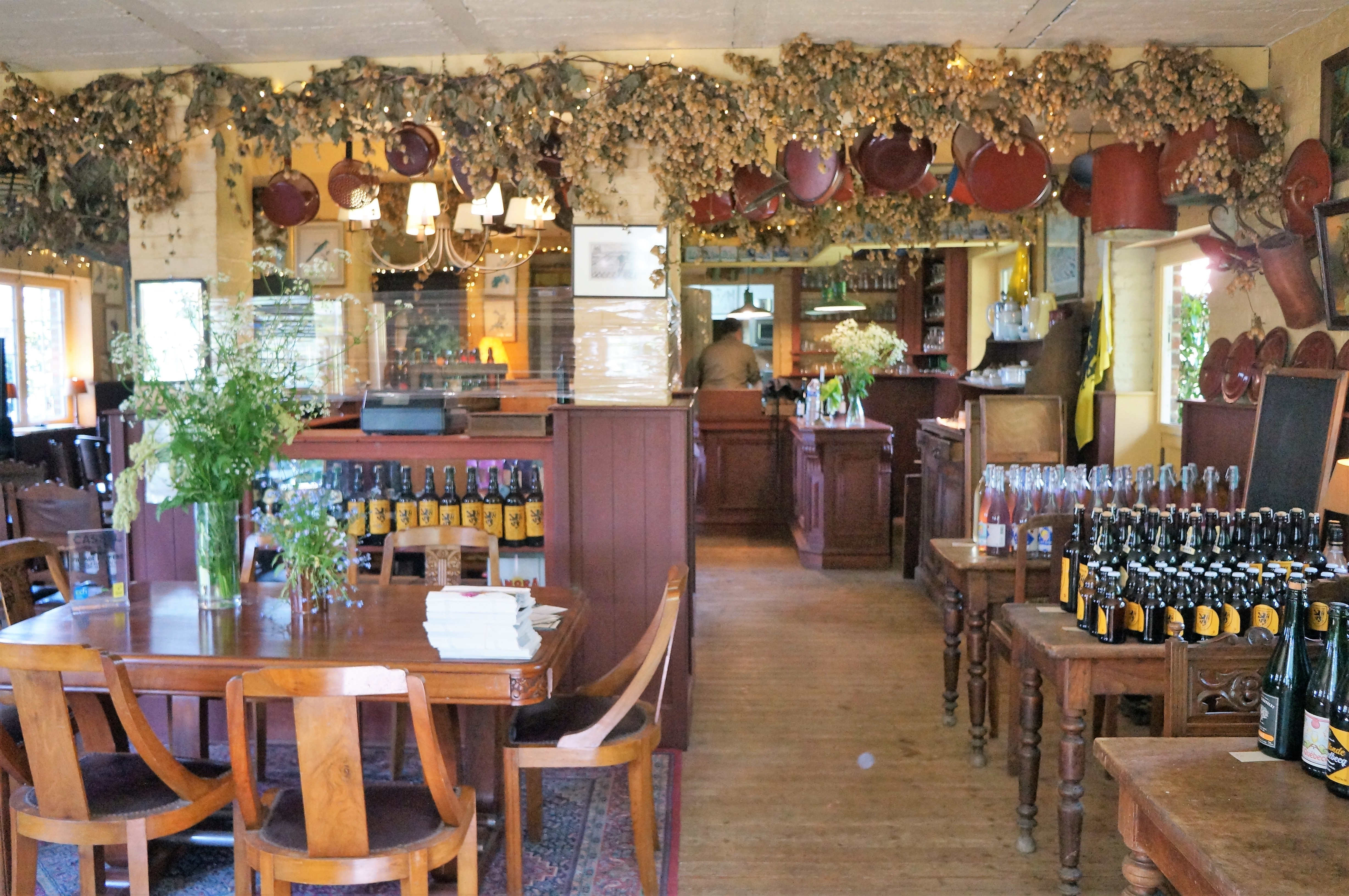
l'estaminet